# Мет-энкефалин
Мет-энкефалин, также известный, как опиоидный фактор роста (англ. opioid growth factor сокр. OGF ) — органическое соединение, являющееся одним из важнейших представителей класса энкефалинов, особых нейропептидов, являющихся эндогенными лигандами-агонистами опиоидных рецепторов.
Мет-энкефалин также является одним из гормонов средней доли гипофиза, производимым кортикотропными клетками гипофиза в процессе расщепления проопиомеланокортина. Вместе с мет-энкефалином производится гамма-меланоцитстимулирующий гормон.